# 被縛的普羅米修斯 (油畫)

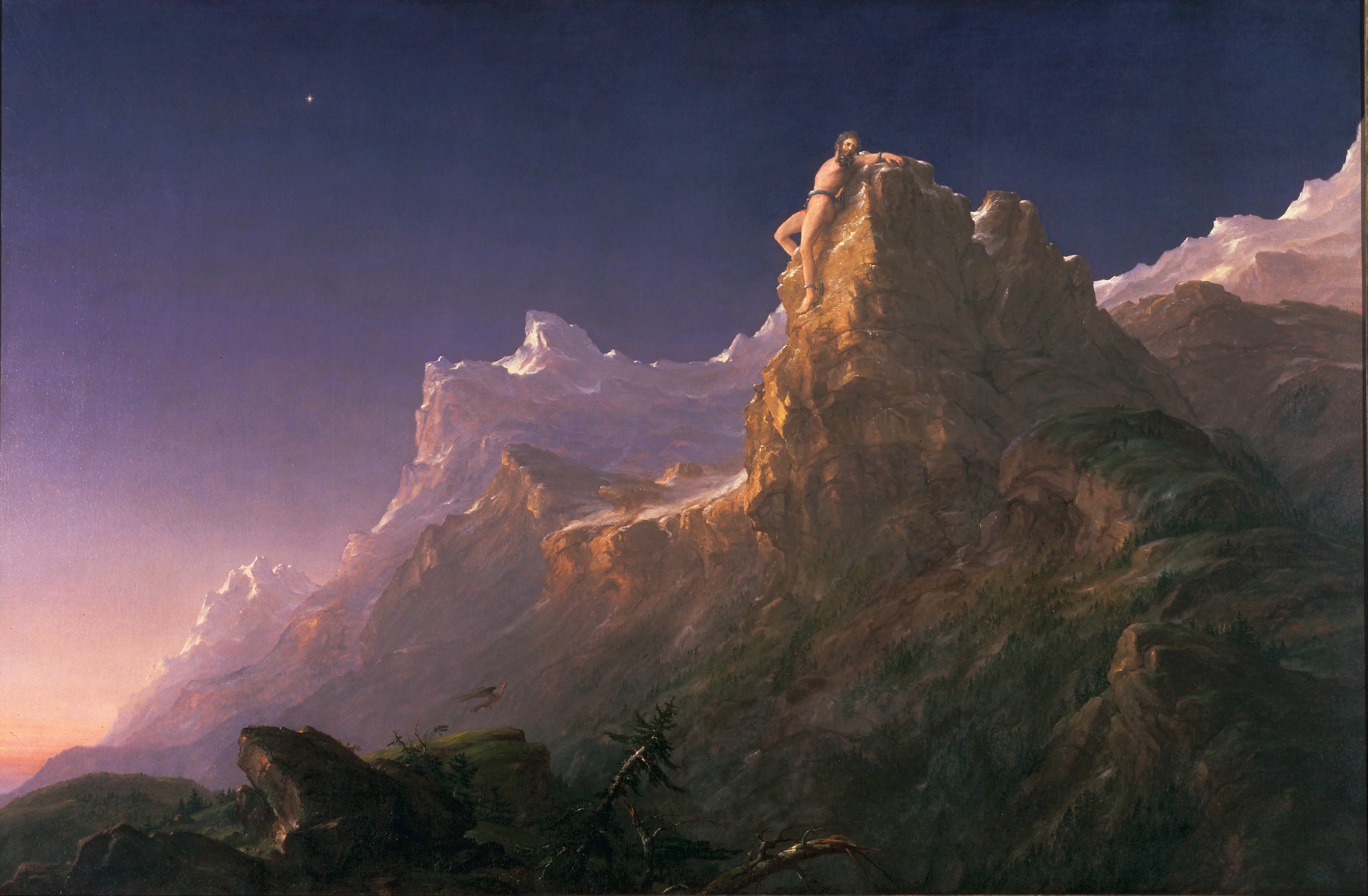
《被縛的普羅米修斯》（1847年），布面油畫，243.8厘米 × 162.6厘米（96.0英寸 × 64.0英寸），藏於舊金山藝術博物館，1997.28

《被縛的普羅米修斯》（英語：Prometheus Bound）是美國畫家托马斯·科尔的油畫，在1847年完成。《被縛的普羅米修斯》是科爾最大的畫作，與他1840年代的其他主要作品一樣並非委託作品，是根據古希臘悲劇艾斯奇勒斯的《被縛的普羅米修斯》。在這幅畫中，普羅米修斯被鎖在斯基提亞高加索山的岩石上，宙斯因為他賦予人類生命、知識，尤其是給予火焰而懲罰他，每天都有一隻猛禽來侵食普羅米修斯的肝臟，下一次來之前又會康復，讓宙斯的懲罰變的更加殘酷。
這幅寓意式畫作是柯爾的遺作，所以他從來沒有談及作品的主題。藝術史學家回顧同時代文學中神話人物的呈現，初步將普羅米修斯的束縛與廢奴主義者的情緒聯繫起來。科爾將這幅畫送到倫敦參加1847年的展覽和競賽來裝飾國會大廈，而它在他去世時仍在倫敦。因此，1840年代它在美國的展覽很少，這使得其受歡迎程度（及其主題）難以判斷。